# Winspector
Winspector (特警ウインスペクター?, Tokkei Uinsupekutā, lett. Polizia Speciale Winspector) è stata una serie TV giapponese ad effetti speciali (tokusatsu), nona serie della Metal Hero Series e primo della trilogia Rescue Police. Le serie seguono le avventure e le missioni di un'unità speciale, il team Rescue Police conosciuto come Special Police Winspector, che si occupa di crimini e criminali che la normale polizia non può fermare. Il team è composto da un uomo (che indossa un'armatura) e due assistenti robotici.
Fu l'unica serie della Metal Hero Series ad essere stata trasmessa in Italia, nel 1992 dal circuito Italia 7.
La frase ad effetto della serie nella sigla originale è "La Polizia Speciale Winspector, con l'amore per la pace e la fede nell'amicizia, affronta il crimine per proteggere la vita delle persone: questa è l'Unità Emergenze Speciali della Polizia Metropolitana!" (特警ウインスペクターとは、平和を愛し、友情を信じ、人の命を守るため犯罪に立ち向かう、「警視庁特別救急警察隊」のことである!?, Tokkei Uinsupekutā to wa, heiwa o itoshi, yūjō o shinji, hito no inochi o mamoru tame hanzai ni tachimukau, "Keishichō Tokubetsu Kyūkyū Keisatsu-tai" no koto dearu!)

## Trama
Winspector è ambientato nel Giappone nel 1999. Mentre il paese è di fronte ad una grande minaccia dai criminali, vengono creati nuovi metodi per proteggere le persone. La squadra Winspector è composta dai fratelli robot Walter e Bikle insieme a Ryoma, che indossa l'armatura Fire Tector per affrontare minacce come attacchi di massa o esperimenti scientifici andati terribilmente storti. Questa serie (e il suo seguito Solbrain) sono uniche tra i Tokusatsu, in quanto sono prive di antagonisti ricorrenti.

## Episodi
| Stagione       | Episodi | Prima TV Giappone | Prima TV Italia |
| -------------- | ------- | ----------------- | --------------- |
| Prima stagione | 49      | 1990–1991         | 1992            |

## Personaggi e interpreti

### Personaggi principali
- Ryoma Kagawa / Fire (香川 竜馬/ファイヤー?, Kagawa Ryōma/Faiyā), interpretato da Masaru Yamashita, doppiato da Flavio Arras
Ryoma, 23 anni, è il leader della squadra e l'unico membro umano. Così come Masaki, anch'egli è un Sovrintendente di Polizia. Kagawa è un orfano abile nelle arti marziali, conosce cinque lingue e ha una sorella. Il suo mezzo di trasporto primario è un'auto appositamente costruita di nome Winsquad. Quando si trasforma in Fire annuncia  "Azione!" (着化!?, Chakka!, "Vestizione!"). Fire poi è equipaggiato con la una spada di energia MaxCalibur - la sua arma primaria multiuso - e un'armatura rossa chiamata Crush Tector (クラステクター?, Kurasu Tekutā), che gli offre protezione, ma inizia a surriscaldarlo dopo un periodo di tempo. Ha a disposizione anche altre armi e strumenti.
- Junko Fujino (藤野 純子?, Fujino Junko), interpretata da Mami Nakanishi, doppiata da Maddalena Vadacca
Junko è un'agente speciale del governo esperta di armi da fuoco.
- Shunsuke Masaki (正木 俊介?, Masaki Shunsuke), interpretato da Hiroshi Miyauchi, doppiato da Marco Balzarotti
Shunsuke è il comandante e fondatore della squadra Winspector. Di solito rimane nel quartier generale di Winspector, ma se necessario, per esempio, quando un membro è in pericolo, va al sito e prende il comando. Dopo la serie, crea una squadra chiamata Solbrain, a cui si unisce anche Ryoma Kagawa con lo pseudonimo di Knight Fire; Masaki ritorna nei pochi ultimi episodi di Exceedraft.
- Hisako Koyama (小山 久子?, Koyama Hisako), interpretata da Sachiko Oguri
Hisako è un'agente segreta del governo, che, quando non è in missione, lavora in un caffè. Suo padre, Masanobu Koyama (小山 正信?, Koyama Masanobu), era un collega di Masaki finché fu ucciso in azione sei anni prima dell'inizio della storia.
- Shin'ichi Nonoyama (野々山 真一?, Nonoyama Shin'ichi), interpretato da Masaru Ōbayashi 
È il meccanico della squadra Winspector che sviluppa strumenti di salvataggio ed effettua la manutenzione di Bikle e Walter. Gli piace giocare a scacchi.
- Walter (ウォルター?, Worutā), doppiato in giapponese da Seiichi Hirai, doppiato da Giacomo Zito
Il "fratello gemello" di Bikle, Walter è l'altro dei due robot nella squadra. Essendo equipaggiato con ali che gli consentono di volare, non richiede alcun veicolo speciale. La sua armatura è turchese. Walter ama i bambini ed è generalmente il tipo di "persona" che ama la vita.
- Bikle (バイクル?, Baikuru), doppiato in giapponese da Kaoru Shinoda, doppiato da Alberto Olivero
Il "fratello gemello" di Walter, Bikle è uno dei due robot che assistono Ryoma. Il suo mezzo di trasporto primario è la sua moto di nome Winchaser. Tuttavia, ha anche una ruota integrata nel petto che può usare per fare "land-surf" quando nessun veicolo è disponibile. Le sue armi consistono in due lance, che possono essere unite in un bastone più lungo e possono funzionare alternativamente come il manubrio della sua moto. L'armatura di Bikle è gialla. Essendo un maestro delle barzellette e a volte un po' sciocco, è spesso soggetto alla rabbia di Walter. Nella versione originale parla in dialetto di Nagoya.
- Madocks (マドックス?, Madokkusu)
È il supercomputer di Winspector che raccoglie i dati su ogni criminale ed è in grado di analizzarli in un istante.
- Demitas (デミタス?, Demitasu)
È un piccolo robot. Il suo lavoro principale è riparare Bikle e Walter in emergenze, ma svolge anche attività segrete di indagine.

### Personaggi secondari
- Yūko Kagawa (香川 優子?, Kagawa Yūko), interpretata da Yura Hoshikawa.
La sorella di Ryoma.
- Ryōta Koyama (小山 良太?, Koyama Ryōta), interpretato da Ryō Yamamoto, doppiato da Veronica Pivetti.
Fratello minore di Hisako.
- Ispettore Toragorō (六角 虎五郎?, Rokkaku Toragorō), interpretato da Shin'ichi Satō, doppiato da Antonio Paiola.
Detective della Prima Divisione Investigativa della Polizia Metropolitana assegnato ai piccoli casi, però fa tutto il possibile per collaborare alle indagini della squadra Winspector, mantenendo una buona compostezza davanti ai suoi superiori (incluso davanti a Masaki), essendo di un grado sopra rispetto a Nonoyama, in modo da poter aiutare la squadra a risolvere i casi. Come agente, è severo e formale, ma nell'episodio 22 la sua pistola viene rubata da suo nipote Toru. Nonostante il suo aspetto imponente, ha un lato abbastanza goffo.

## Arsenale
- GigaStreamer (ギガストリーマー?, GigaSutorīmā): l'arma più forte nel mondo. Fu utilizzata per la prima volta per sconfiggere un robot poliziotto malvagio di nome Brian, che fu creato con lo stesso sistema di Bikle e Walter. Il GigaStreamer possiede due modalità: cannone al plasma e trapano. Nella loro prima missione, Ryoma inserisce la sua Max Calibur all'interno di esso. In Solbrain, Daiki (SolBraver) usò quest'arma per sconfiggere un camaleonte-robot.
- MaxCalibur (マックスキャリバー?, MakkusuKyaribā): usata da Fire come una spada, può sparare anche raggi laser.
- BiSpear (バイスピアー?, BaiSupiā): le due lance di Bikle, possono unirsi in un lungo bastone. Fungono anche da manubrio della Winchaser.
- Dislider (ディスライダー?, DiSuraidā): le ali di Walter, si possono trasformare in uno scudo. Consentono a Walter di volare, alcune volte trasportando Bikle.
- Multi Pack (マルチパック?, MaruchiPakku): zaino munito di cannoni che sparano acqua ed equipaggiamento di primo soccorso. Usato da Fire, Bikle e Walter.
- Daytric M2 (デイトリックM2?, Deitorikku Emu Tsū): pistola in dotazione ad ogni membro della squadra.
- HandWapper (ハンドワッパー?, Handowappā): manette.
- WinBadge/FireBadge (特警手帳?, Tokkei Techō): il distintivo di Ryoma. Diventa bianco quando indossa il Crush Tector.
- WinChaser (ウインチェイサー?, UinCheisā): la moto di Bikle.
- WinSquad (ウインススコード?, UinSukōdo): l'auto di Ryoma, è una Chevrolet Camaro del 1985 modificata. Consente a Ryoma di trasformarsi in Fire. Inoltre, quando Ryoma inserisce la SPCard (SPカード?, EsuPī Kādo), si trasforma nella FireSquad (ファイヤースコード?, FaiyāSukōdo).

## Colonna sonora
Nella serie sono presenti principalmente due canzoni distinte per la sigla iniziale e per la sigla finale.
Sigla iniziale:
- Tokkei Winspector (特警ウインスペクター?, Tokkei Uinsupekutā)
  - Testo: Keisuke Yamakawa (山川 啓介?, Yamakawa Keisuke)
  - Composizione: Kisaburō Suzuki (鈴木 キサブロー?, Suzuki Kisaburō)
  - Arrangiamento: Tatsumi Yano (矢野 立美?, Yano Tatsumi)
  - Artista: Takayuki Miyauchi (宮内 タカユキ?, Miyauchi Takayuki)

Sigla finale:
- Kyō no Ore kara Ashita no Kimi e (今日の俺から明日の君へ? "From Today's Me to Tomorrow's You")
  - Testo: Keisuke Yamakawa
  - Composizione: Kisaburō Suzuki
  - Arrangiamento: Tatsumi Yano
  - Artista: Takayuki Miyauchi

L'edizione italiana utilizzò inizialmente le versioni strumentali delle sigle giapponesi; nelle repliche queste furono sostituite da una versione riarrangiata della sigla francese originariamente cantata da Bernard Minet (la nuova traccia vocale, di interprete ignoto, ripeteva solamente "Winspector!" più volte).

## Distribuzione

### Edizione italiana
Il doppiaggio italiano è a cura della Deneb Film e diretto da Guido Rutta; i dialoghi italiani sono curati da Cristina Robustelli su traduzioni di Achille Brambilla e Luisella Sgammeglia.